# Cèram
Cèram (grec antic: Κέραμος) era, segons la mitologia grega, un heroi nascut a Atenes que va donar el nom al barri atenenc del Ceràmic.
Pausànias diu que era fill de Dionís i d'Ariadna, i se'l considerava el descobridor de la fabricació artística de la terrissa o ceràmica, a la que va donar nom.